# Unity (interface de usuário)
Unity é uma interface para o ambiente desktop, desenvolvido pela comunidade Ayatana e adaptado pela Canonical Ltd. para o seu sistema operativo Ubuntu. O Unity estreou na versão para netbook do Ubuntu 10.10 e foi desenhado inicialmente para fazer um uso mais eficiente do espaço das telas limitadas dos netbooks, porém devido ao sucesso tornou-se a interface padrão do Ubuntu 11.04 que também incluía ainda o GNOME como opção. Diferente do GNOME, KDE, Xfce e LXDE, o Unity não incluía aplicações, já que foi feito para usar programas em GTK+ já existentes. A partir da versão 11.10 do Ubuntu, o Unity passou a ser a única interface padrão.
No dia 5 de abril de 2017, foi anunciado que o Unity não seria mais desenvolvido. A partir da versão 18.04 LTS, o Ubuntu passou a ter como desktop padrão o GNOME. Mesmo assim, há movimentações para que o Unity continue sendo desenvolvido (sem o envolvimento da Canonical) ou ainda que se faça um fork do mesmo, como aconteceu com o MATE, que surgiu do desenvolvimento descontinuado do GNOME 2, este que por sinal era a interface padrão do Ubuntu até 2010. O fundador da UBports, Marius Gripsgård, anunciou que a organização continuaria o desenvolvimento do Unity.
Em 7 de maio de 2020, foi lançado o Ubuntu Unity por Rudra Saraswat e Unity 7 Maintainers Team (U7MT), com o objetivo de dar continuidade ao desenvolvimento e manutenção da interface gráfica.